# 引大济岷工程
引大济岷工程是四川省规划建设的将大渡河引入岷江的水利工程，属于《长江流域综合规划（2012—2030年）》重大项目，编入《四川省“十四五”水安全保障规划》。计划于2022年底前开工建设，建设工期8年。工程计划自大渡河泸定水电站库区引水，通过隧洞自流至都江堰渠系内，多年平均引水量27.07亿m3，引水流量141m3/s，可提供25亿立方米水源。规划输水线路总长304.1km，其中总干线长155.6km，北干线长44.6km，南干线长103.9km。输水线路上规划3座消能电站。2022年2月9日，四川省水利发展集团有限公司发布《四川省引大济岷工程规划环境影响评价公众参与第一次信息公示》。